# Cheiracanthium pallidum
Cheiracanthium pallidum är en spindelart som beskrevs av William Joseph Rainbow 1920. Cheiracanthium pallidum ingår i släktet Cheiracanthium och familjen sporrspindlar. Inga underarter finns listade i Catalogue of Life.